# Carlos Varela (zapaśnik)
Carlos Varela González (ur. 26 listopada 1966) – kubański zapaśnik w stylu wolnym. Olimpijczyk z Atlanty 1996, gdzie zajął siedemnaste miejsce w wadze do 52 kg.
Czterokrotny uczestnik Mistrzostw Świata, piąty w 1993 roku. Dwa razy medal Igrzysk Panamerykańskich, złoty w 1987 roku. Cztery razy zwyciężał na Mistrzostwach Panamerykańskich. Mistrz igrzysk Ameryki Środkowej i Karaibów w 1993. Trzeci w Pucharze Świata w 1988 i 1989 roku.